# 長谷川太行
長谷川 太行（はせがわ もとゆき、1973年2月24日 - ）は、愛知県出身の元騎手（地方・新潟→笠松所属）、現厩務員（大井所属）。

## 経歴
1990年に堀川勝盛厩舎からデビューし、4月1日の三条第1競走アラ系一般C3ロ・タカサゴキング（8頭中4着）で初騎乗を果たすと、同29日の三条第3競走サラ系4才C2・グランドシヤリオで初勝利を挙げる
。
1995年にはライデンホースで新潟ジュニアカップを制すが、メジロデュレン産駒唯一の重賞制覇となった 。
1998年からはハイテンションパルとのコンビで活躍し、新潟ジュニアカップ・東北サラブレッド3歳チャンピオンを制して重賞2連勝を含む5連勝を記録すると、同年のNARグランプリ最優秀3歳馬に選ばれた。1999年には新潟皐月賞・新潟ダービーの二冠を達成 し、期待されて大井のジャパンダートダービーに参戦するも15頭中14着に敗れた。2001年には名古屋のかきつばた記念に参戦し、ブロードアピールが珍しく先行抜け出しで勝ったレースで、離れた最後方から追い込んで8着に健闘。
2000年4月23日の新潟第4競走一般B2ハでは9頭中9番人気のアニオスイーストで勝利し、クビ差2着に6番人気トミケンミサキが入り、枠連・馬連・枠単・馬単が万馬券の波乱を演出。12月9日の新潟第8競走サラ4才A2特別では11頭中10番人気のタッチダウンパスに騎乗して勝利し、2着に7番人気のストロングジニアスが突っ込んで馬複136,110円と県競馬レコードを作った。
2002年1月1日の新潟第4競走一般B3ロ・ノーモアスプリントが最後の勝利となり、県競馬最後の日となった同4日は第3競走一般B2ロ・ミラクルシーンから6鞍に騎乗予定であったが、第3競走以降は雪で開催中止になった 。
1日の第7競走3歳A2・シーリーデッカー（10頭中7着）が県競馬での最後の騎乗となり、廃止後は向山牧・榎伸彦と共に笠松へ移籍。長谷川は柳江仁厩舎に所属し、20日の笠松第4競走サラ系C8組10組・オーミオスカー（10頭中9着）で移籍後初騎乗を果たすと、同日の第9競走サラ系B2組選抜・シンセイスキーで移籍後初勝利を挙げる。
2003年3月5日の笠松第1競走サラ系3歳5組・アワナギで最後の勝利、同14日の名古屋第12競走早春特別・ホーエイギャル（11頭中9着）が最後の騎乗となり、同年限りで現役を引退。
引退後は小林牧場・橋本和馬厩舎の厩務員となり、自身の担当馬の調教に乗って世話をしながら、ホースマンとして強い馬作りに励んでいる。

## 通算成績
- 地方 - 5429戦365勝 勝率6.7% 連対率14.9%
- 中央 - 3戦0勝

### 主な騎乗馬
- ライデンホース（1995年新潟ジュニアカップ）
- ハイテンションパル（1998年新潟ジュニアカップ・東北サラブレッド3歳チャンピオン、1999年新潟皐月賞・新潟ダービー）